# Płowdiw (gmina)
Płowdiw (bułg. Община Пловдив) – gmina w południowej Bułgarii, w obwodzie Płowdiw.

## Miejscowości
Jedyną miejscowością gminy Płowdiw jest miasto Płowdiw (bułg. Пловдив).